# Томас Мікуцкіс
Томас Мікуцкіс (лит. Tomas Mikuckis, нар. 12 січня 1983, Йонава) — литовський футболіст, захисник клубу «Кауно Жальгіріс» та національної збірної Литви.

## Клубна кар'єра
У дорослому футболі дебютував 2002 року виступами за команду клубу «Жальгіріс», в якій провів три сезони, взявши участь у 75 матчах чемпіонату. Більшість часу, проведеного у складі «Жальгіріса», був основним гравцем захисту команди. У 2003 році відправився на перегляд у московський «Локомотив» і виступав за команду на Кубку Співдружності. Але через фінансові питання повернувся на батьківщину. Згодом з 2006 по 2008 рік грав у складі іншого місцевого клубу «Судува», з яким у першому ж році виграв національний Кубок.
У січні 2009 року знову приїхав в Росію, на цей раз на перегляд в «Спартак-Нальчик», однак і тепер трансфер не відбувся і протягом року Томас грав на батьківщині за «Ветру». Але в лютому 2010 року все-таки перебрався в Росію, підписавши контракт на 2 роки з футбольним клубом «Нижній Новгород». У новому клубі дебютував 27 березня у матчі проти омського «Іртиша». Перший гол за «Нижній Новгород» забив 22 вересня 2010 року в домашньому матчі проти волгоградського «Ротора».
Влітку 2012 року «Нижній Новгород» був розформований і наступний сезон литовець провів у іншому клубі другого російського дивізіону «СКА-Енергія», а 2013 року перейшов в московське «Торпедо», з яким у сезоні 2013/14 зайняв 3-тє місце і вийшов у Прем'єр-лігу. В вищому російському дивізіоні Томас зіграв 10 ігор, але після закінчення сезону клуб через фінансові проблеми був відправлений у третій дивізіон, і Мікуцкіс влітку 2015 року покинув клуб як вільний агент. В підсумку захисник повернувся в «СКА-Енергію», що змінив назву на «СКА-Хабаровськ», де провів ще два сезони у другому за рівнем дивізіоні Росії.
Влітку 2017 року підписав контракт з футбольним клубом «Томь», де провів ще один сезон, а 2018 року приєднався до латвійського «Спартакса» (Юрмала). Станом на 5 грудня 2018 року відіграв за юрмальський клуб 6 матчів в національному чемпіонаті.

## Виступи за збірну
14 грудня 2003 року дебютував в офіційних матчах у складі національної збірної Литви в товариській грі проти Польщі (1:3).

## Досягнення
- Володар Кубка Литви: 2003, 2006
- Володар Суперкубка Литви: 2003, 2009